# Ditassa multinervia
Ditassa multinervia là một loài thực vật có hoa trong họ La bố ma. Loài này được (Morillo) Morillo mô tả khoa học đầu tiên năm 1989.